# Kanton Tullins
Kanton Tullins (fr. Canton de Tullins) je francouzský kanton v departementu Isère v regionu Rhône-Alpes. Skládá se z 10 obcí.

## Obce kantonu
- Cras
- Montaud
- Morette
- Poliénas
- Quincieu
- La Rivière
- Saint-Paul-d'Izeaux
- Saint-Quentin-sur-Isère
- Tullins
- Vatilieu